# Campsicnemus yangi
Campsicnemus yangi är en tvåvingeart som beskrevs av Grichanov 1998. Campsicnemus yangi ingår i släktet Campsicnemus och familjen styltflugor.
Artens utbredningsområde är Kongo. Inga underarter finns listade i Catalogue of Life.